# セトナクト
セトナクト (英語: Setnakhte、、在位：紀元前1185年 - 紀元前1182年) は、エジプト新王国・第20王朝の初代ファラオ。

## 概要

### 生涯
女王タウセルトが没し、第19王朝が断絶した後に即位し、新しい王朝を創始した。
正統な王位の継承権を受けての即位ではなく、その出自や経歴についても確かなことは分かっていない。平民出身の可能性もあるが、
妻のティイ・メルエンエスはメルエンプタハの娘である可能性があり、もしそれが正しければ王家の末席に連なる人物ということになる。
また、数多くいたラムセス2世の孫の一人とする説もある。
いずれの説が正しいにせよ、ラムセス3世をはじめ、セトナクトを祖とする王家は偉大なラムセス2世を輩出した先の王家との繋がりを強く意識しており、セトナクトの子孫の多くがアメンヘルケプシェフやセトヘルケプシェフ等、19王朝で広く用いられた名前を受け継いでいる。
孫のラムセス4世が編纂した大ハリス・パピルス には、第19王朝の後にアジア人の首長（イルス、Irsu）の支配によってもたらされた混乱をセトナクトが制し、秩序を確立してファラオになったと記録されている。しかし、現在に残る同時代の記録では第19王朝末期と第20王朝初頭にかけて宰相などの地位に人事異動が無かったことを示しており、この記録にある「混乱」が実際にあったのか疑わしい。
だが一方で、エレファンティネ島で見つかった治世2年目の記念碑には「王の威厳に対抗するものはなし」とあり、セトナクトが即位した当初はその王権に異を唱える勢力が存在していたらしいことを覗わせる。セトナクトの王位継承に正当性が無かったことを踏まえると、その勢力は先代の女王タウセレトの可能性があり、2人の王は並立していた可能性がある。
近年発見された神官バクエンコンスの石碑で治世4年目の日付に言及していることからも、即位して最初の1年間はまだタウセレトが存命で、女王が没した治世2年目以降にエジプト全土を掌握したと考えられる。
在位期間は約3年と短く、即位時既に老齢だったと思われる。バクエンコンスの石碑からは、ラムセス3世が完成させたカルナックのアメン=ラー神殿は父であるセトナクトが建設に着手したことが判明している。

### 埋葬
セトナクトの王墓として着工したKV11は掘削中、アメンメセス王の墓にぶつかり、工事は中断された。代わりにタウセレトの墓として作られたKV14がセトナクトのものとして拡張され、死後はそこに埋葬された
アメンヘテプ2世の墓KV35から他の王のミイラと共に発見された身元不明の「船の中のミイラ」がセトナクトであると推定されたが、1901年に破壊され、分析できなかった。